# Softball under sommer-OL 2008
Softball under Sommer-OL 2008 i Beijing afholdes 12. – 21. august. Alle kampe bliver spillet på Fengtai Softball Field. Olympisk softball spilles kun af kvinder, herrerne spiller den lignende sport baseball. 
I 2008 vil det være sidste gang der bliver spillet softball under sommer-OL. IOC har nemlig valgt at fjerne softball fra det olympiske program i 2012. 
Otte hold deltager i konkurrencen og den består af 2 runder. I den indledende runde, spiller hvert mod alle andre hold en gang. Top fire, efter den indledende runde, kvalificerer sig til slutrunden, hvor der spilles semifinaler, bronzekamp og finale. 

## Gruppespil
| Hold             | W | L |
| ---------------- | - | - |
| USA              | 7 | 0 |
| Japan            | 6 | 1 |
| Australien       | 5 | 2 |
| Canada           | 3 | 4 |
| Kina             | 2 | 5 |
| Kinesiske Taipei | 2 | 5 |
| Venezuela        | 2 | 5 |
| Holland          | 1 | 6 |

## Slutspil
Finale: Japan – USA : 3 – 1
Guld: 
Sølv:    
Bronze:  